# Liu Li
Liu Li (Tangshan, 6 agosto 1986) è un atleta paralimpico cinese specializzato nel getto del peso e nel lancio della clava e classificato F32 in quanto affetto da tetraplegia.

## Biografia
Inizia a praticare l'atletica leggera a Shijiazhuang nel 2016 e tre anni dopo partecipa ai campionati del mondo paralimpici di Dubai 2019, dove oltre al quinto posto nel lancio della clava F32, conquista anche la medaglia d'oro nel getto del peso F32, con il nuovo record mondiale paralimpico di 12,05 m.
Nel 2021 prende parte ai Giochi paralimpici di Tokyo, ottenendo due medaglie d'oro nel getto del peso e nel lancio della clava F32, oltreché il record mondiale paralimpico in entrambe le discipline, portandolo rispettivamente a 12,97 m e 45,39 m.

## Record nazionali
- Getto del peso F32: 13,01 m  ( Parigi, 13 luglio 2023)
- Lancio della clava F32: 45,39 m  ( Tokyo, 28 agosto 2021)

## Palmarès
| Anno | Manifestazione       | Sede   | Evento                 | Risultato | Prestazione | Note            |
| ---- | -------------------- | ------ | ---------------------- | --------- | ----------- | --------------- |
| 2019 | Mondiali paralimpici | Dubai  | Getto del peso F32     | Oro       | 12,05 m     |                 |
| 2019 | Mondiali paralimpici | Dubai  | Lancio della clava F32 | 5º        | 30,07 m     |                 |
| 2021 | Giochi paralimpici   | Tokyo  | Getto del peso F32     | Oro       | 12,97 m     |                 |
| 2021 | Giochi paralimpici   | Tokyo  | Lancio della clava F32 | Oro       | 45,39 m     |                 |
| 2023 | Mondiali paralimpici | Parigi | Getto del peso F32     | Oro       | 13,01 m     | Record mondiale |
| 2023 | Mondiali paralimpici | Parigi | Lancio della clava F32 | Argento   | 40,90 m     |                 |
| 2024 | Mondiali paralimpici | Kōbe   | Getto del peso F33     | Argento   | 11,68 m     |                 |